# Vocalizaciones copulatorias femeninas
Las vocalizaciones copulatorias femeninas, también llamadas llamadas copulatorias femeninas o vocalizaciones coitales, son producidas por hembras primates, incluidas las hembras humanas, y hembras no primates. Las vocalizaciones copulatorias suelen producirse durante la cópula y, por tanto, están relacionadas con la actividad sexual. Las vocalizaciones que se producen antes del coito, con el fin de atraer a la pareja, se conocen como llamadas de apareamiento.
En los primates, la llamada coital se observa típicamente al final del apareamiento y existen grandes variaciones entre especies en cuanto a su ocurrencia, frecuencia y forma. Se admite que las vocalizaciones coitales cumplen un propósito evolutivo y que sirven como soluciones adaptativas a problemas a los que se enfrentan las hembras, como el infanticidio, así como la obtención de esperma de alta calidad.
En los no primates, la llamada copulatoria se produce predominantemente antes de la cópula para atraer a la pareja (llamada de apareamiento). Las llamadas varían en frecuencia (de 14 Hz a 70.000 Hz) y función. Uno de los principales propósitos de la vocalización de las hembras es inducir en los machos un comportamiento de protección de la pareja. A la inversa, las llamadas también pueden utilizarse para atraer a parejas de alto rango que puedan evitar el coito con la pareja inicial, con el fin de incitar la competencia entre parejas masculinas.
En los seres humanos, las vocalizaciones coitales están relacionadas con el placer o la gratificación sexual y el orgasmo, por lo que se producen durante la cópula y sirven como expresión del placer sexual. Las vocalizaciones pueden ser utilizadas por algunas mujeres para aumentar la autoestima de su pareja y provocar una eyaculación más rápida.

## En no primates

### Ocurrencia
Además de emitir vocalizaciones copulatorias durante y después de la cópula (como ocurre sobre todo en los primates), las especies no primates también vocalizan antes de aparearse. Las vocalizaciones previas a la cópula se denominan llamadas de apareamiento. Sirven como medio para anunciar la receptividad sexual y son utilizados predominantemente por los machos para atraer a las hembras. En general, los no primates emiten más llamadas antes de copular, como lo demuestran los graznidos de las ranas macho y los melodiosos gorjeos de los gorriones cantores.

### Propiedades

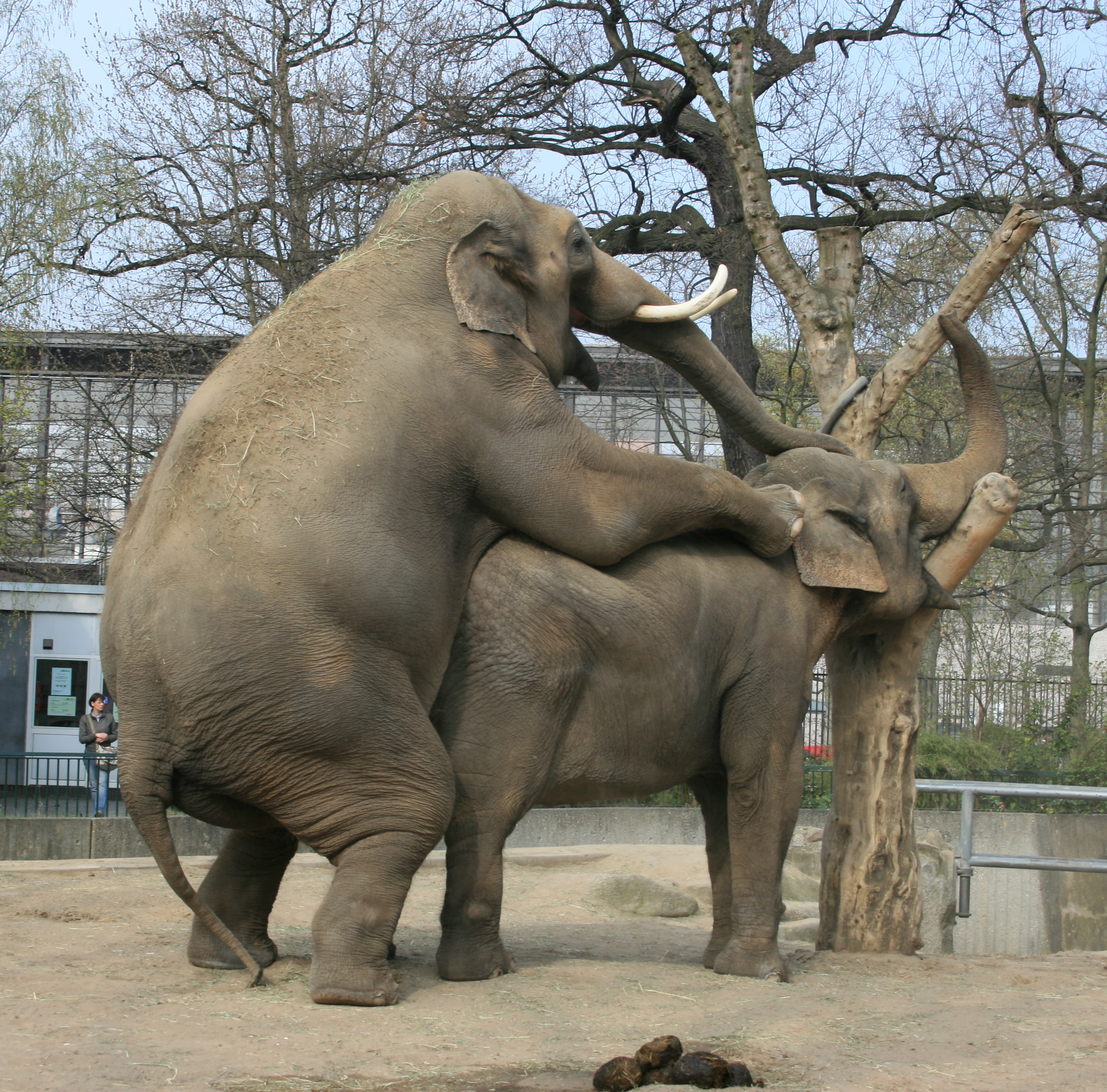
Copulación de elefantes.

En cuanto a las propiedades de la llamada, el análisis de frecuencias se utiliza normalmente en la investigación para observar la complejidad de la vocalización y distinguir entre llamadas, lo que es importante para determinar su función. Se han observado grandes variaciones de frecuencia entre especies, que van de 14 Hz a 70.000 Hz. Los ratones, por ejemplo, utilizan llamadas de 70.000 Hz de forma continua antes de la cópula. Luego bajan la frecuencia a 40.000 Hz durante el acto copulatorio, por lo que se utilizan dos llamadas cualitativamente diferentes para atraer a las parejas en comparación con el acto real de apareamiento. La mayor parte de las llamadas en ratones la realizan los machos. Utilizan estas llamadas ultrasónicas (> 20.000 Hz y, por tanto, no perceptibles por el oído humano) para atraer a las hembras, y la cantidad de llamadas está relacionada con el éxito del macho en el apareamiento, lo que convierte a estas vocalizaciones en un rasgo seleccionado sexualmente.
En el otro extremo del espectro, las hembras de elefante africano utilizan llamadas de muy baja frecuencia, de 14-35 Hz, antes y durante la cópula. Debido a su baja frecuencia, estas llamadas pueden oírse a varios kilómetros de distancia y, por lo tanto, son eficaces para señalar receptividad. Las vocalizaciones de las hembras de elefante también se utilizan para incitar al macho a adoptar un comportamiento de protección de la pareja, que se manifiesta en forma de lucha contra cualquier pareja recién llegada. No sólo las hembras hacen uso de esto, ya que se ha observado que las ardillas de tierra colombinas macho utilizan vocalizaciones copulatorias para anunciar a otros su guardia de pareja post-copulatoria. Además de ser utilizadas para retener a la pareja a través de la inducción de la guardia de pareja, las vocalizaciones copulatorias femeninas también pueden ser empleadas para lograr su partida. Las aves rojas de la selva, por ejemplo, utilizan llamadas para evitar o poner fin a cópulas no deseadas atrayendo a otra ave macho de alto rango. Otros efectos de las llamadas femeninas sobre el comportamiento de los machos son ilustrados por arañas que han demostrado estridular antes de la cópula para informar a los machos de su receptividad sexual, así como durante el coito para influir en los movimientos genitales del macho.
Además, atraer a nuevos compañeros llamándolos durante la cópula puede suponer muchos beneficios para la hembra. Los grillos hembra que se aparean con múltiples parejas reciben un mayor número de regalos nupciales, lo que les hace poner una mayor cantidad de huevos, aumentando así su éxito reproductivo.

## En primates no humanos

### Ocurrencia, frecuencia y forma

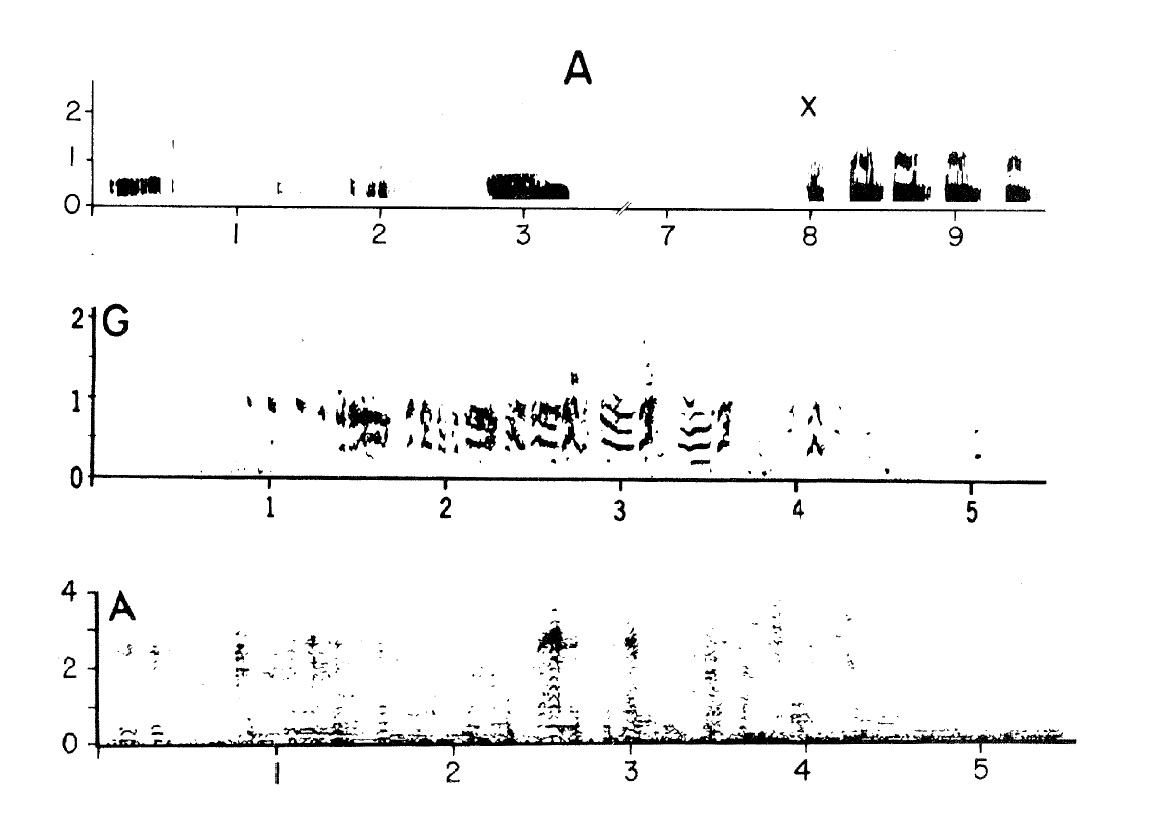
Sonogramas de vocalizaciones copulatorias femeninas de una hembra humana (arriba), una hembra babuino (centro) y una hembra gibón (abajo), con el tiempo representado en el eje x y el tono en el eje y.

En los primates no humanos, las vocalizaciones copulatorias comienzan hacia el final del acto copulatorio o incluso después de la cópula. El porcentaje de vocalizaciones después de la cópula varía en función de la especie de primate no humano estudiada. En los macacos de cola larga, por ejemplo, el 80% de las cópulas van seguidas de llamadas copulatorias. En cambio, en los chimpancés y los macacos de Tonkea, el porcentaje es del 78,8% y el 6%, respectivamente. No hay consenso sobre las causas de estas diferencias interespecíficas, dada la falta de resultados coherentes en la bibliografía. La cantidad típica de especímenes que se analizan en entornos experimentales suele ser demasiado baja para poder sacar conclusiones generales sobre la especie en su conjunto.
Otro aspecto de la vocalización coital que varía según la especie es la forma de la llamada: en los macacos y los babuinos se manifiestan como gruñidos, mientras que otras especies como los talapoins y los chimpancés suelen emitir sonidos chillones. La calidad y la estructura de las llamadas copulatorias se analizan comparando sus respectivos espectrogramas en función de su frecuencia. Así, algunas especies producen llamadas estructuralmente más complejas que otras. Esto está relacionado con el grado de promiscuidad, de forma que las especies más promiscuas emiten llamadas más facetadas para transmitir más información sobre sí mismas y, por tanto, hacer más eficaz la autopublicidad.

### Función adaptativa
En los primates, las llamadas copulatorias cumplen una función adaptativa y se seleccionan sexualmente. Las llamadas señalan la receptividad sexual de la hembra y, por tanto, afectan a la elección de pareja. Existen muchas hipótesis diferentes sobre la función adaptativa exacta de las llamadas copulatorias de las hembras en los primates y la investigación sobre este tema se encuentra todavía en sus primeras fases.
Hay acuerdo general en que las llamadas copulatorias son la solución adaptativa a los problemas con el éxito reproductivo. En otras palabras, las vocalizaciones copulatorias abordan problemas que se interponen en el camino del éxito reproductivo y garantizan su supervivencia, como el infanticidio. Para evitar el asesinato de sus crías, las hembras de babuino emplean llamadas copulatorias para atraer a otros machos, lo que permite múltiples actos de apareamiento y crea confusión parental entre los machos implicados. La incertidumbre resultante sobre quién es el padre reduce, por tanto, la ocurrencia de ataques, dado el riesgo recién incitado de dañar potencialmente a sus propias crías. Además, el apareamiento en sucesiones rápidas también conlleva competencia espermática y, por tanto, cumple la función adicional de obtener esperma de alta calidad. Esto es especialmente importante en especies que no anuncian abiertamente buenos genes mediante señales honestas.
Al atraer a otros machos mediante llamadas post-copulatorias, la hembra podría provocar un comportamiento de protección de la pareja en su pareja inicial. Esta "concentración parental" tiene dos consecuencias. En primer lugar, el macho puede ser de alta calidad, lo que le permite defenderse de los que fueron atraídos por la llamada. En ese caso, la hembra no sólo ha ganado a alguien que puede protegerla y que evita el infanticidio a través de otros machos, sino que también significa que fue inseminada por un ejemplar con genes potencialmente buenos. En segundo lugar, si el macho no consigue protegerla, ella se apareará con los machos recién llegados, incitando así la competencia espermática y la confusión de paternidad (evitando de nuevo los ataques a sus crías, además de aumentar su probabilidad de obtener esperma de alta calidad). Las llamadas producidas por la hembra también contienen información sobre el estado del macho con el que copulaba, lo que le permite influir en la probabilidad de que se acerquen otros machos.
Por consiguiente, las llamadas copulatorias cumplen más de una función adaptativa. No existe exclusividad mutua a la hora de abordar los dos problemas descritos, a saber, el infanticidio y la recepción de esperma de alta calidad. Sin embargo, si se tiene en cuenta la fase del ciclo de la hembra, se puede descartar que la competencia espermática sea la principal causa subyacente de las llamadas copulatorias. Más concretamente, las hembras producen vocalizaciones coitales también cuando se aparean durante periodos no fértiles, por lo que su objetivo principal es atraer al mayor número posible de machos y crear confusión parental, más que obtener esperma de alta calidad. Las hembras no tienen interés en anunciar sus periodos de fertilidad, ya que los machos captarían estos patrones, reduciendo la confusión paternal y provocando un aumento del comportamiento agresivo de otros machos hacia sus crías. Esta fertilidad oculta ha sido acuñada como ovulación encubierta, y forma parte de la sexualidad femenina extendida.

### Beneficios alternativos
Además de incitar a la confusión parental para evitar el infanticidio, las hembras de primates que muestran un comportamiento promiscuo también obtienen beneficios materiales no genéticos. Una hembra que vocaliza después de copular con su pareja atrae a otros machos, con los que también es probable que realice múltiples actos de apareamiento. Como consecuencia, los machos proporcionan beneficios no genéticos, como comida, a la hembra con la que se han apareado. Esta promiscuidad facilitada por la vocalización aumenta el éxito reproductivo de la hembra. La estrategia de aparearse con múltiples parejas para obtener beneficios materiales también puede observarse en los no primates.

## En humanos
Las teorías son más diversas en lo que respecta a la vocalización sexual de la mujer.
Por un lado, los investigadores han observado algunas pautas aparentemente comunicativas en las vocalizaciones copulatorias de las mujeres que sugieren ciertos paralelismos con las de otros primates (incluida una invitación a la competencia espermática, dado que las vocalizaciones sexuales femeninas, como las de otros primates, sirven como "llamadas de copulación" perceptibles para otros hombres y excitantes para ellos si las oyen). Un estudio, por ejemplo, ha observado que las vocalizaciones sexuales femeninas tienden a hacerse más intensas a medida que ella se acerca al orgasmo. En el orgasmo, sus vocalizaciones suelen ser discretas y no aleatorias, y parecen estar relacionadas con las contracciones observadas de los músculos estriados perivaginales superficiales; éstas, a su vez, probablemente estén correlacionadas con cada oleada de placer sexual.
La vocalización tiende a ser muy rápida, con un ritmo regular que incluye notas de igual duración e intervalos entre notas, algo de lo que suele carecer la vocalización masculina. Esto es especialmente frecuente cuando el orgasmo de la mujer se produce durante el coito pene-vagina. Al excitar a su pareja con sus vocalizaciones y provocar el orgasmo de él en ese momento, la mujer ayuda a asegurar que la reserva seminal esté disponible para que el cuello del útero se sumerja en ella cuando la vagina se relaja tras el orgasmo. Las vocalizaciones copulatorias también pueden ser un tipo de comportamiento de retención de la pareja. Un estudio descubrió que las mujeres que percibían un alto riesgo de sufrir una infidelidad en su relación eran más propensas a utilizar vocalizaciones copulatorias para fingir un orgasmo, junto con otros comportamientos de retención de la pareja.
Por otra parte, estudios recientes han indicado que la mayoría de las vocalizaciones copulatorias de la mujer no acompañan a su propio orgasmo, sino a la eyaculación de su pareja. El estudio demostró que el hombre suele encontrar la vocalización de la mujer excitante y muy excitada, y que la propia mujer es consciente de ello. Además, la mayoría de las mujeres del estudio indicaron que vocalizaban durante el coito para que su hombre eyaculara más rápidamente, o para aumentar su placer o su autoestima, o ambas cosas. Se ha encontrado una correlación entre la frecuencia de las vocalizaciones y la satisfacción sexual, tanto en hombres como en mujeres.
Las razones que dieron las mujeres para querer forzar una eyaculación tan pronto incluyen el alivio del dolor, la fatiga o simplemente para mantenerse dentro de alguna restricción de tiempo impuesta para la actividad sexual.  Los investigadores señalan que todos estos objetivos son aparentemente congruentes con las vocalizaciones copulatorias femeninas en primates no humanos.